# Simão
Pour les articles homonymes, voir Simao.
Simão Pedro Fonseca Sabrosa, plus communément appelé Simão, né le 31 octobre 1979 à Constantim, est un footballeur international portugais, qui évoluait au poste d'ailier gauche.

## Biographie

### Formation au Sporting
Simão rejoint tout d'abord l'escola Diogo Cão, l'un des centres de formation les plus réputés de sa région natale. Il s'y épanouit avant de rejoindre le centre de formation du Sporting CP. Oceano et surtout Marco Aurélio le prennent sous leurs ailes, et le jeune joueur poursuit sa progression.
Le 17 mai 1997, il marque son premier but pour le Sporting, face à Salgueiros. Il devient ainsi le plus jeune buteur du Championnat portugais.

### Espoir au Barça (1999-2001)
À 20 ans, il est transféré au FC Barcelone pour un montant 12 millions d'euros, où il est annoncé comme le nouveau Luís Figo, et où il reste deux ans (1999-2001).
José Mourinho, adjoint de l'entraîneur Louis van Gaal, joue les intermédiaires. Mais l'entraîneur néerlandais, trop froid et rigide, lui fait peu confiance. Après le départ de Figo, Lorenzo Serra Ferrer, successeur de Van Gaal, l'aligne davantage mais une blessure stoppe son élan.
Avec le Barça, il atteint les demi-finales de la Ligue des champions en 2000. Le club catalan s'incline face au Valence CF.
Il atteint également avec cette équipe les demi-finales de la Coupe de l'UEFA en 2001. Son équipe s'incline face au Liverpool FC.

### Retour au Portugal avec Benfica (2001-2007)
Après une expérience prématurée dans un club comme Barcelone, Simão revient au Portugal, mais cette fois au Benfica Lisbonne, le grand rival du Sporting, le 27 Juillet 2001 il signe a Benfica dans un transfert de 12,91 millions d'euros. Il devient le capitaine de cette équipe, qui conquiert le championnat portugais en 2005, en partie grâce à lui.
Lors de son passage à Benfica, Simao est l'un des joueurs présents sur la pelouse lors du décès de son coéquipier Miklós Fehér, pendant le match contre le Vitoria Guimarães, l'international hongrois s'écroulant après avoir reçu un carton jaune.
Il inscrit avec le Benfica, 18 buts en première division portugaise lors de la saison 2002-2003, ce qui constitue sa meilleure performance dans ce championnat. Cette saison-là, il est l'auteur d'un triplé sur la pelouse du Vitória Setúbal, lors de la 23e journée (victoire 2-6).
Il remporte avec le Benfica la Coupe du Portugal en 2004, en battant le FC Porto en finale (victoire 1-2 après prolongation). L'année suivante, Simão dispute une nouvelle fois la finale de la Coupe. Malgré un but inscrit face au Vitória Setúbal, le Benfica s'incline sur le score de 1-2.
Avec le Benfica, il atteint les quarts de finale de la Ligue des champions en 2006. Le club lisboète s'incline en quart de finale  face à son ancien club, le FC Barcelone. Simão se met en évidence lors de cette compétition en inscrivant deux buts, contre Manchester United en phase de poule, puis contre Liverpool en huitièmes.
Il atteint également avec cette équipe les quarts de finale de la Coupe de l'UEFA en 2007. Il s'illustre lors de cette compétition, en inscrivant trois buts en huitièmes lors de la double confrontation face au Paris Saint-Germain, puis un autre but en quart face à l'Espanyol de Barcelone.

### Atlético Madrid (2007-2010)
Convoité dans le passé par Liverpool et Chelsea, Simão s'engage en 2007 pour cinq saisons en faveur de l'Atlético Madrid, contre une indemnité proche de 20 millions d'euros (ainsi que cinq millions d'euros de bonus), avec un salaire annuel de cinq millions d'euros.
Il inscrit avec l'Atlético sept buts en Primera División lors de sa première saison, puis le même total la saison suivante. Le 6 avril 2008, il est l'auteur d'un doublé lors de la réception de l'UD Almería (victoire 6-3). Par la suite, le 26 octobre 2008, il marque un second doublé, sur la pelouse du Villarreal CF. Les deux équipes se neutralisent à l'issue d'une rencontre riche en buts (4-4).
Avec l'Atlético, il remporte la Ligue Europa en 2010. Son équipe s'impose en finale face au club londonien de Fulham. Il gagne dans la foulée la Supercoupe d'Europe (victoire 0-2 sur l'Inter Milan).
Il atteint également avec l'Atlético la Coupe d'Espagne en 2010. Son équipe s'incline sur le score de 2-0 face au FC Séville.

### Beşiktaş, Espanyol puis l'Inde (2011-2015)
Libre de tout contrat en juin 2011, il s'engage pour 2,5 millions d'euros lors du mercato d'hiver avec le club turc de Besiktas, et rejoint ainsi ses compatriotes Ricardo Quaresma, Manuel Fernandes et Hugo Almeida. Sa rémunération s'élève à 2,7 millions d'euros par an.
Avec le club de Beşiktaş, Simão marque 14 buts en 39 matchs, et délivre une vingtaine de passes décisives.
Il remporte avec Beşiktaş la Coupe de Turquie en 2011, en s'imposant après une séance de tirs au but face à l'İstanbul BBSK.
Lors du mercato d'été 2012, il s'engage pour deux saisons en faveur de l'Espanyol de Barcelone, club qu'il quitte en 2014.
Le 25 juin 2015, il rejoint l'Inde, en signant en faveur du club de NorthEast United.

### En équipe nationale
En 1996, il remporte le championnat d'Europe des moins de 16 ans face à la France en finale (1-0).
Avec les moins de 20 ans, il participe à la Coupe du monde des moins de 20 ans en 1999. Lors du mondial junior organisé au Nigeria, il joue quatre matchs. Il s'illustre en inscrivant un doublé lors du premier match contre la Corée du Sud. Le Portugal s'incline en huitièmes de finale face au Japon, après une séance de tirs au but.
Le 12 novembre 1998, il fête ses débuts en sélection lors d'un match amical face à Israël, en inscrivant le second but de son équipe (victoire 2-0).
Il participe ensuite au championnat d'Europe en 2004. Lors de cette compétition, organisée dans son pays natal, il joue trois matchs. Il se met en évidence en délivrant une passe décisive lors du quart de finale remportée aux tirs au but face à l'Angleterre. Le Portugal atteint la finale du tournoi, en s'inclinant, à la surprise générale, face à la modeste équipe de Grèce.
Le 3 septembre 2005, il inscrit son premier doublé en sélection, lors d'une rencontre face au Luxembourg. Ce match gagné sur le large score de 6-0 rentre dans le cadre des éliminatoires du mondial 2006. Il dispute ensuite l'année suivante la phase finale de la Coupe du monde, organisée en Allemagne. Lors de ce mondial, il joue sept matchs. Il s'illustre lors du dernier match de poule disputé face au Mexique, en inscrivant un but et en délivrant une passe décisive. Le Portugal se classe quatrième du mondial.
Par la suite, en 2008, il participe au championnat d'Europe organisé conjointement par l'Autriche et la Suisse. Il joue trois matchs lors de ce tournoi. Le Portugal s'incline en quart de finale face à l'Allemagne.
En enfin, en 2010, il dispute sa deuxième et dernière Coupe du monde. Lors du mondial organisé en Afrique du Sud, il joue quatre matchs. Il se met en évidence lors de la phase de poule, en inscrivant un but contre la modeste équipe de Corée du Nord (victoire 7-0). Le Portugal s'incline en huitièmes de finale par la plus petite des marges face au futur champion du monde, l'Espagne.
Le 27 août 2010, Simão annonce qu'il prend sa retraite internationale, à l'âge de seulement 30 ans. Avec un total de 85 sélections, il est alors le 5e joueur le plus capé de la Selecçao, après Luís Figo (127 sélections), Fernando Couto (110 sélections), Rui Costa (94 sélections) et Pauleta (88 sélections).

## Style de joueur
Simão est un joueur offensif vif, technique et bon dribbleur.
Redoutable tireur de penaltys, il finit sa carrière avec un taux de réussite de 95% penaltys inscrits sur 41.

## Statistiques
Ce tableau résume les statistiques en carrière de Simão. Il finit co-meilleur du championnat portugais en 2003 avec le Benfica Lisbonne.
| Saison                | Club                  | Championnat           | Championnat | Championnat | Championnat | Coupe(s) nationale(s) | Coupe(s) nationale(s) | Coupe(s) nationale(s) | Supercoupe | Supercoupe | Supercoupe | Compétition(s) continentale(s) | Compétition(s) continentale(s) | Compétition(s) continentale(s) | Compétition(s) continentale(s) | Autres compétitions | Autres compétitions | Autres compétitions | Autres compétitions | Portugal | Portugal | Portugal | Total | Total | Total |
| Saison                | Club                  | Division              | M.          | B.          | P.d.        | M.                    | B.                    | P.d.                  | M.         | B.         | P.d.       | Comp.                          | M.                             | B.                             | P.d.                           | Comp.               | M.                  | B.                  | P.d.                | M.       | B.       | P.d.     | M.    | B.    | P.d.  |
| 1996-1997             | Sporting Portugal     | D1                    | 2           | 1           | -           | 1                     | 0                     | -                     | -          | -          | -          | -                              | -                              | -                              | -                              | -                   | -                   | -                   | -                   | -        | -        | -        | 3     | 1     | 0     |
| 1997-1998             | Sporting Portugal     | D1                    | 21          | 1           | -           | 3                     | 0                     | -                     | -          | -          | -          | C1                             | 2                              | 0                              | -                              | -                   | -                   | -                   | -                   | -        | -        | -        | 26    | 1     | 0     |
| 1998-1999             | Sporting Portugal     | D1                    | 30          | 10          | -           | 1                     | 0                     | -                     | -          | -          | -          | C3                             | 2                              | 0                              | -                              | -                   | -                   | -                   | -                   | 1        | 1        | 0        | 34    | 11    | 0     |
| Sous-total            | Sous-total            | Sous-total            | 53          | 12          | -           | 5                     | 0                     | -                     | -          | -          | -          | -                              | 4                              | 0                              | -                              | -                   | -                   | -                   | -                   | 1        | 1        | 0        | 63    | 13    | 0     |
| 1999-2000             | FC Barcelone          | D1                    | 21          | 1           | 1           | 3                     | 0                     | -                     | -          | -          | -          | C1                             | 7                              | 0                              | 1                              | -                   | -                   | -                   | -                   | -        | -        | -        | 31    | 1     | 2     |
| 2000-2001             | FC Barcelone          | D1                    | 25          | 2           | 4           | 4                     | 1                     | -                     | 1          | 0          | 0          | C1+C3                          | 6+3                            | 0                              | 2+0                            | -                   | -                   | -                   | -                   | 6        | 0        | 0        | 45    | 3     | 6     |
| Sous-total            | Sous-total            | Sous-total            | 46          | 3           | 5           | 7                     | 1                     | -                     | 1          | 0          | 0          | -                              | 16                             | 0                              | 3                              | -                   | -                   | -                   | -                   | 6        | 0        | 0        | 76    | 4     | 8     |
| 2001-2002             | Benfica Lisbonne      | D1                    | 26          | 10          | 1           | 1                     | 0                     | -                     | -          | -          | -          | -                              | -                              | -                              | -                              | -                   | -                   | -                   | -                   | 6        | 0        | 1        | 33    | 10    | 2     |
| 2002-2003             | Benfica Lisbonne      | D1                    | 33          | 18          | 9           | -                     | -                     | -                     | -          | -          | -          | -                              | -                              | -                              | -                              | -                   | -                   | -                   | -                   | 6        | 2        | 0        | 39    | 20    | 9     |
| 2003-2004             | Benfica Lisbonne      | D1                    | 31          | 12          | 7           | 4                     | 1                     | -                     | -          | -          | -          | C1+C3                          | 2+8                            | 1+1                            | 0+1                            | -                   | -                   | -                   | -                   | 12       | 1        | 1        | 57    | 16    | 9     |
| 2004-2005             | Benfica Lisbonne      | D1                    | 34          | 15          | 8           | 4                     | 3                     | -                     | 1          | 0          | -          | C1+C3                          | 2+8                            | 0+4                            | 1+0                            | -                   | -                   | -                   | -                   | 7        | 1        | 0        | 56    | 23    | 9     |
| 2005-2006             | Benfica Lisbonne      | D1                    | 24          | 9           | 4           | 3                     | 2                     | -                     | 1          | 0          | -          | C1                             | 8                              | 2                              | 0                              | -                   | -                   | -                   | -                   | 12       | 5        | 1        | 48    | 18    | 5     |
| 2006-2007             | Benfica Lisbonne      | D1                    | 24          | 11          | 6           | 3                     | 1                     | -                     | -          | -          | -          | C1+C3                          | 6+6                            | 0+4                            | 1+2                            | -                   | -                   | -                   | -                   | 5        | 3        | 2        | 44    | 19    | 11    |
| Sous-total            | Sous-total            | Sous-total            | 172         | 75          | 35          | 15                    | 7                     | -                     | 2          | 0          | -          | -                              | 40                             | 12                             | 5                              | -                   | -                   | -                   | -                   | 48       | 12       | 5        | 277   | 106   | 45    |
| 2007-2008             | Atlético Madrid       | D1                    | 30          | 7           | 5           | 3                     | 0                     | 1                     | -          | -          | -          | C3                             | 8                              | 3                              | 1                              | -                   | -                   | -                   | -                   | 9        | 2        | 0        | 50    | 12    | 7     |
| 2008-2009             | Atlético Madrid       | D1                    | 33          | 7           | 8           | 3                     | 0                     | 2                     | -          | -          | -          | C3                             | 8                              | 2                              | 0                              | -                   | -                   | -                   | -                   | 7        | 3        | 0        | 51    | 12    | 10    |
| 2009-2010             | Atlético Madrid       | D1                    | 34          | 2           | 3           | 8                     | 3                     | 2                     | -          | -          | -          | C1+C3                          | 8+9                            | 1+1                            | 0                              | -                   | -                   | -                   | -                   | 14       | 4        | 5        | 73    | 11    | 10    |
| 2010-2011             | Atlético Madrid       | D1                    | 16          | 4           | 5           | 1                     | 1                     | 0                     | -          | -          | -          | C3                             | 1+6                            | 1                              | 1+1                            | SU                  | 1                   | 0                   | 1                   | -        | -        | -        | 25    | 6     | 8     |
| Sous-total            | Sous-total            | Sous-total            | 113         | 20          | 21          | 15                    | 4                     | 5                     | -          | -          | -          | -                              | 39                             | 8                              | 2                              | -                   | 1                   | 0                   | 1                   | 30       | 9        | 5        | 198   | 41    | 34    |
| 2010-2011             | Beşiktaş JK           | D1                    | 15          | 5           | 4           | 5                     | 3                     | 1                     | -          | -          | -          | -                              | -                              | -                              | -                              | -                   | -                   | -                   | -                   | -        | -        | -        | 20    | 8     | 5     |
| 2011-2012             | Beşiktaş JK           | D1                    | 25          | 3           | 5           | 2                     | 0                     | 0                     | -          | -          | -          | C3                             | 9                              | 2                              | 1                              | PO                  | 6                   | 0                   | 0                   | -        | -        | -        | 42    | 5     | 6     |
| Sous-total            | Sous-total            | Sous-total            | 40          | 8           | 9           | 7                     | 3                     | 1                     | -          | -          | -          | -                              | 9                              | 2                              | 1                              | -                   | 6                   | 0                   | 0                   | -        | -        | -        | 62    | 13    | 11    |
| 2012-2013             | Espanyol de Barcelone | D1                    | 26          | 3           | 2           | 1                     | 0                     | 0                     | -          | -          | -          | -                              | -                              | -                              | -                              | -                   | -                   | -                   | -                   | -        | -        | -        | 27    | 3     | 2     |
| 2013-2014             | Espanyol de Barcelone | D1                    | 34          | 0           | 6           | 2                     | 2                     | 0                     | -          | -          | -          | -                              | -                              | -                              | -                              | -                   | -                   | -                   | -                   | -        | -        | -        | 36    | 2     | 6     |
| Sous-total            | Sous-total            | Sous-total            | 60          | 3           | 8           | 3                     | 2                     | 0                     | -          | -          | -          | -                              | -                              | -                              | -                              | -                   | -                   | -                   | -                   | -        | -        | -        | 63    | 5     | 8     |
| 2015                  | NorthEast United      | ISL                   | 10          | 3           | 2           | -                     | -                     | -                     | -          | -          | -          | -                              | -                              | -                              | -                              | -                   | -                   | -                   | -                   | -        | -        | -        | 10    | 3     | 2     |
| Sous-total            | Sous-total            | Sous-total            | 10          | 3           | 2           | -                     | -                     | -                     | -          | -          | -          | -                              | -                              | -                              | -                              | -                   | -                   | -                   | -                   | -        | -        | -        | 10    | 3     | 2     |
| Total sur la carrière | Total sur la carrière | Total sur la carrière | 494         | 124         | 80          | 52                    | 17                    | 6                     | 3          | 0          | 0          | -                              | 108                            | 22                             | 11                             | -                   | 7                   | 0                   | 1                   | 85       | 22       | 10       | 749   | 185   | 108   |

## Reconversion professionnelle
Aujourd'hui, Simão est de retour dans son club de cœur le Benfica Lisbonne. Il y travaille en tant que directeur des relations internationales du club. Interviewé par Caviar Magazine, Simão a notamment expliqué l'important rôle du président du club Rui Costa dans le choix de ce retour dans son club de cœur.

## Palmarès

### En équipe du Portugal
- 85 sélections et 22 buts entre 1998 et 2010
- Finaliste du championnat d'Europe en 2004
- Vainqueur du championnat d'Europe des moins de 16 ans en 1996

### Avec le FC Barcelone
- Vice-champion d'Espagne en 2000
- Finaliste de la Supercoupe d'Espagne en 1999

### Avec le Benfica Lisbonne
- Champion du Portugal en 2005
- Vainqueur de la Coupe du Portugal en 2004
- Finaliste de la Coupe du Portugal en 2005
- Vainqueur de la Supercoupe du Portugal en 2005

### Avec l'Atlético de Madrid
- Vainqueur de la Ligue Europa en 2010
- Finaliste de la Coupe d'Espagne en 2010
- Vainqueur de la Supercoupe de l'UEFA en 2010

### Avec le Beşiktaş JK
- Vainqueur de la Coupe de Turquie en 2011

### Distinctions personnelles
- Élu meilleur joueur du championnat portugais en 2005
- Meilleur buteur du championnat portugais en 2003